# Ryta Dziemianowicz
Ryta Iwona Dziemianowicz – polska ekonomistka, dr hab. nauk ekonomicznych, profesor nadzwyczajny Katedry Finansów i kierownik Katedry Skarbowości Wydziału Ekonomii i Finansów Uniwersytetu w Białymstoku.

## Życiorys
30 marca 1993 obroniła pracę doktorską Forsowna kolektywizacja na Białostocczyźnie w latach 1948–1956, 30 czerwca 2008 habilitowała się na podstawie pracy zatytułowanej Efektywność systemu opodatkowania rolnictwa. Została zatrudniona na stanowisku profesora nadzwyczajnego w Katedrze Finansów, oraz kierownika Katedry Skarbowości na Wydziale Ekonomii i Finansów Uniwersytetu w Białymstoku.

## Publikacje
- 1991: Wieś białostocka w latach 1939-1941[1]
- 2003: Finanse publiczne a rolnictwo w okresie transformacji. [w:] Reforma sektora finansów publicznych. Red. A. Pomorska, M. Pypeć[1]
- 2003: Polityka fiskalna a rolnictwo (aspekt teoretyczny)[1]
- 2007: Excessive fiscality: a barrier or stimulating factor in public sector (Nadmierny fiskalizm: bariera czy stymulator funkcjonowania sektora publicznego?)[1]
- 2010: Polityka podatkowa w państwach UE: współczesne trendy i wyzwania[1]
- 2011: Polityka podatkowa jako jeden z elementów zarządzania finansami publicznymi.[w:] S. Owsiak (red.), Nowe zarządzanie finansami publicznymi w warunkach kryzysu[1]